# Cratere Torsö
Torsö  è un cratere sulla superficie di Marte.